# Літні юнацькі Олімпійські ігри 2018
Літні юнацькі Олімпійські ігри 2018, офіційно відомі як III літні Юнацькі Олімпійські ігри 2018 року (2018 Summer Youth Olympics) — Олімпійські ігри, які проходили з 6 по 18 жовтня 2018 року в Буенос-Айресі (Аргентина) серед спортсменів-юніорів (віком від 14 до 18 років).

## Вибір місця проведення
Кандидатами на проведення Олімпійських ігор були:
- Абуджа ( Нігерія)
- Буенос-Айрес ( Аргентина)
- Каспійськ ( Росія)
- Медельїн ( Колумбія)
- Гвадалахара ( Мексика)
- Глазго ( Велика Британія)
- Роттердам ( Нідерланди)

Місто Познань ( Польща) відкликало свою заявку перед виборами.
До остаточного голосування Міжнародного олімпійського комітету потрапили три міста: Буенос-Айрес, Медельїн і Глазго. 4 липня 2013 року на сесії МОК в Лозанні місцем проведення Літніх юнацьких Олімпійської ігор 2018 був вибраний Буенос-Айрес, який у другому раунді голосування набрав 49 голосів (у той час, як Медельїн отримав 39 голосів). Глазго зазнало поразки ще у першому раунді.

## Змагання

### Бокс
- Бокс на літніх юнацьких Олімпійських іграх 2018

Збірна України була представлена лише двома спортсменами, і обом — Максиму Галінічеву і Тарасу Бондарчуку вдалося здобути срібну медаль.

### Легка атлетика
- Легка атлетика на літніх юнацьких Олімпійських іграх 2018

На цих Олімпійських іграх вперше в історії були проведені змагання з брейк-дансу, в яких взяли участь 12 хлопців та 12 дівчат з усього світу. 

## Участь України

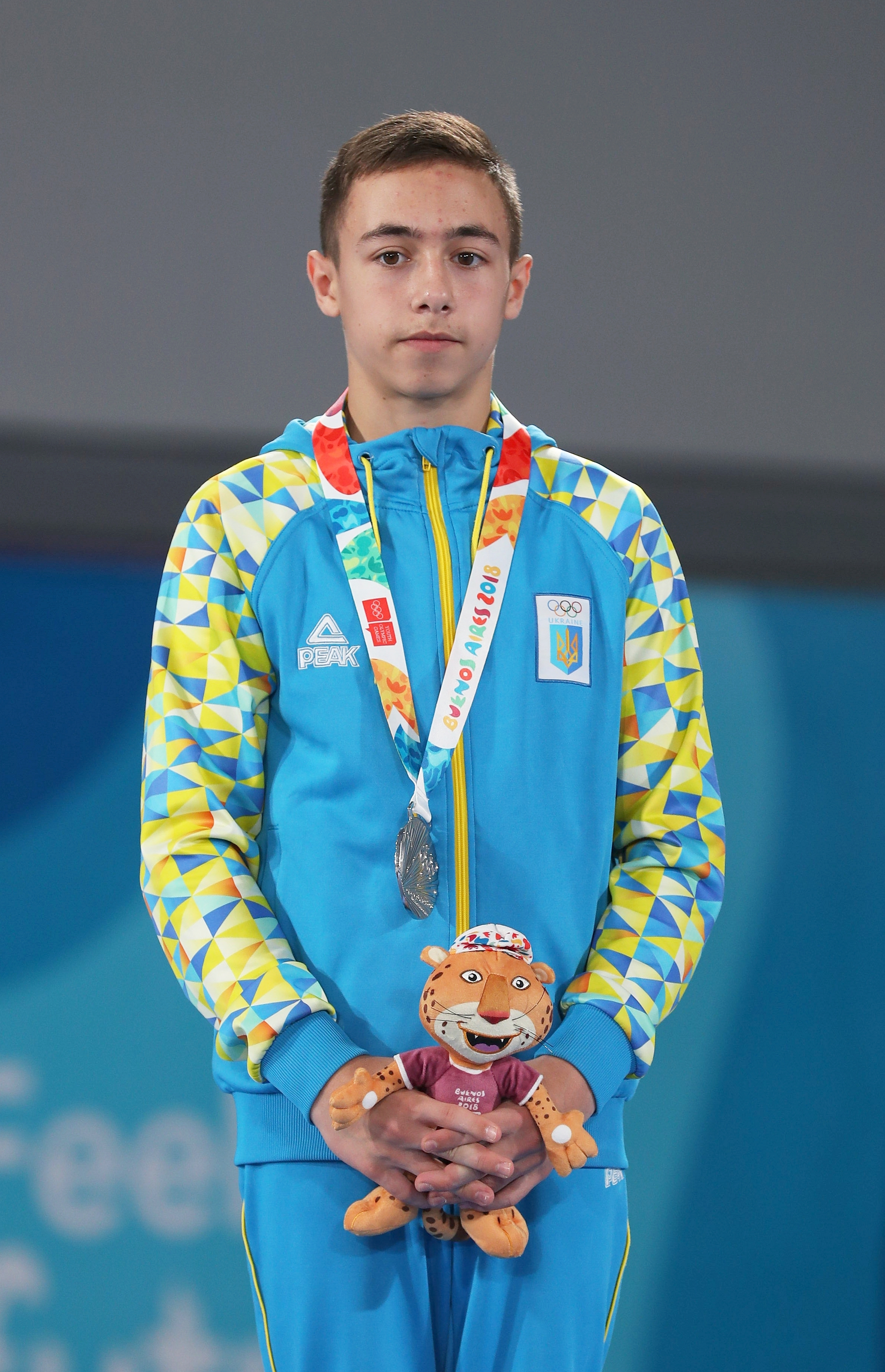
Назар Чепурний

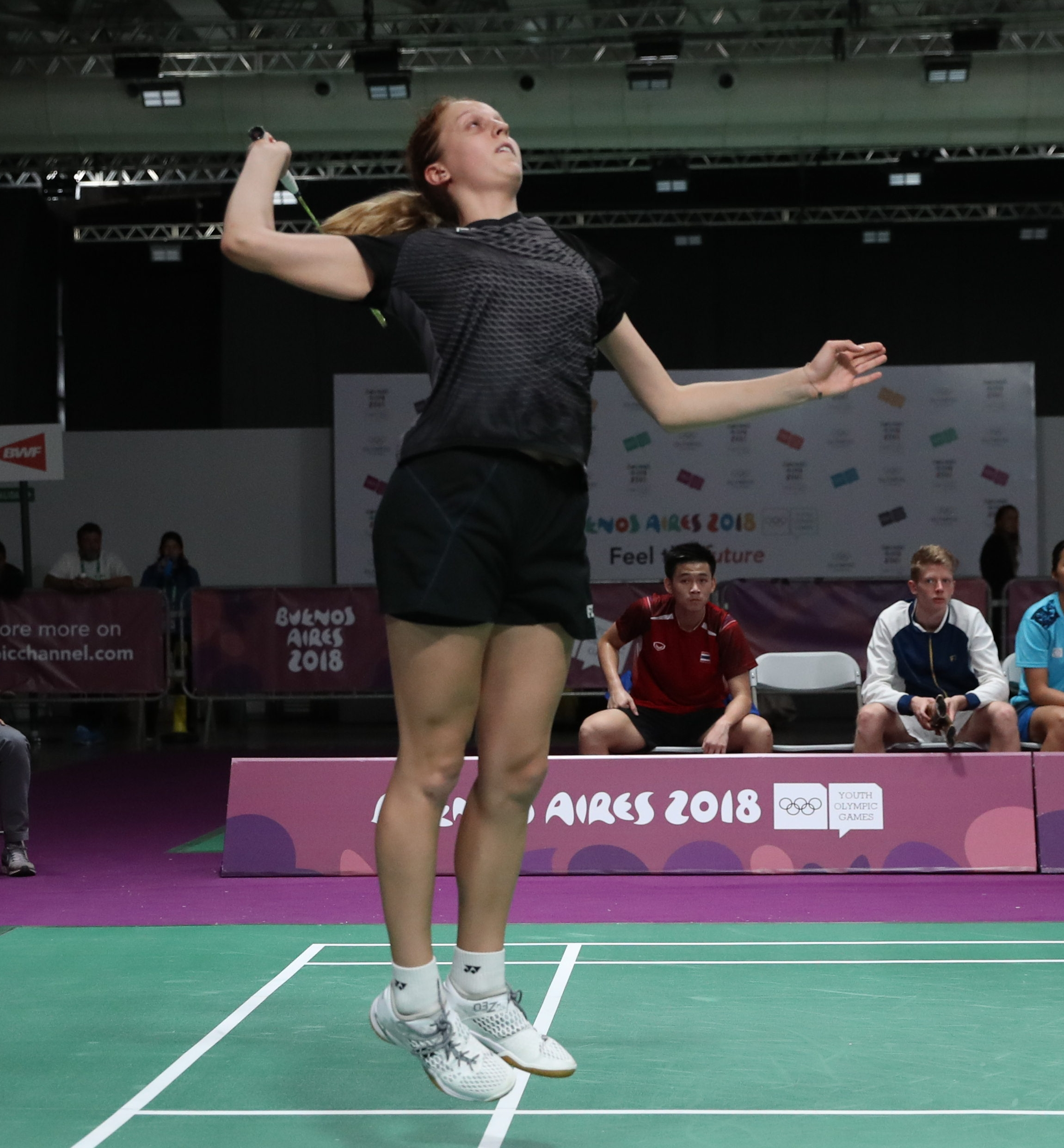
Анастасія Прозорова

Україна делегувала на Ігри 55 спортсменів віком від 14 до 18 до років. Українські спортсмени на іграх здобули 23 нагороди: 7 золотих та по 8 срібних і бронзових.
Золоті медалі для української збірної здобули:
- Катерина Чорній — фехтування (особисті змагання в жіночій шпазі та командна першість)
- Назар Чепурний — спортивна гімнастика (командна першість з мультидисциплін гімнастики)
- Іван Тищенко — академічне веслування (чоловіча одиночка)
- Валерія Іваненко — легка атлетика (метання молота)
- Михайло Кохан — легка атлетика (метання молота)
- Ярослава Магучіх — легка атлетика (стрибки у висоту)

Срібні медалі:
- Денис Кесіль — плавання (200 м батерфляєм)
- Анастасія Прозорова — бадмінтон (командна першість)
- Софія Лискун — стрибки у воду (вишка, 10 м)
- Оксана Чудик — вільна боротьба (вагова категорія до 65 кг)
- Назар Чепурний — спортивна гімнастика (опорний стрибок)
- Христина Погранична — художня гімнастика (багатоборство)
- Тарас Бондарчук — бокс (вагова категорія до 60 кг)
- Максим Галінічев — бокс (вагова категорія до 56 кг)

Бронзові медалі:
- Олег Вередиба — дзюдо (вагова категорія до 55 кг)
- Дмитро Гонта — кульова стрільба (змішані командні змагання у стрільбі з пневматичного пістолета на 10 м)
- Анастасія Бачинська — спортивна гімнастика (багатоборство, вільні вправи)
- Олег Дорощук — легка атлетика (стрибки у висоту)
- Владислав Остапенко- вільна боротьба (вагова категорія до 55 кг)
- Софія Лискун — стрибки у воду (змішані командні змагання)
- Дарина Плохотнюк і Олександр Мадей — спортивна акробатика (змішані пари)